# Neophryxe exserticercus
Neophryxe exserticercus är en tvåvingeart som beskrevs av Liang och Chao 1992. Neophryxe exserticercus ingår i släktet Neophryxe och familjen parasitflugor.
Artens utbredningsområde är Hainan (Kina). Inga underarter finns listade i Catalogue of Life.